# Guillaume II de Hesse
Pour les articles homonymes, voir Guillaume II.
Guillaume II, surnommé « le Cadet » (der Mittlere), est né le 29 avril 1469 et mort le 11 juillet 1509 à Cassel. Il est landgrave de Basse-Hesse de 1493 à 1500, puis de toute la Hesse jusqu'à sa mort.

## Biographie
Guillaume II est le deuxième fils du landgrave Louis II de Basse-Hesse et de son épouse Mathilde de Wurtemberg. Il est surnommé « le Cadet » pour le distinguer de son frère aîné Guillaume Ier « l'Aîné » et de son cousin Guillaume III « le Jeune ».
Il succède à son frère aîné à la tête de la Basse-Hesse lorsque ce dernier abdique, en 1493. En 1500, son cousin Guillaume III meurt, ce qui lui permet de réunir la Haute-Hesse à la Basse-Hesse et ainsi de réunifier le landgraviat de Hesse.

## Mariages et descendance
Le 9 novembre 1497, Guillaume II épouse Yolande (morte en 1500), fille du comte Ferry II de Vaudémont. Ils ont un enfant :
- Guillaume (1500-1500).

Veuf, Guillaume II se remarie la même année avec Anne (1485-1525), fille du duc Magnus II de Mecklembourg. Ils ont trois enfants :
- Élisabeth (1502-1557), épouse en 1519 Jean de Saxe ;
- Madeleine (1503-1504) ;
- Philippe Ier (1504-1567), landgrave de Hesse.